# Instituto Estadual do Patrimônio Histórico e Artístico de Minas Gerais

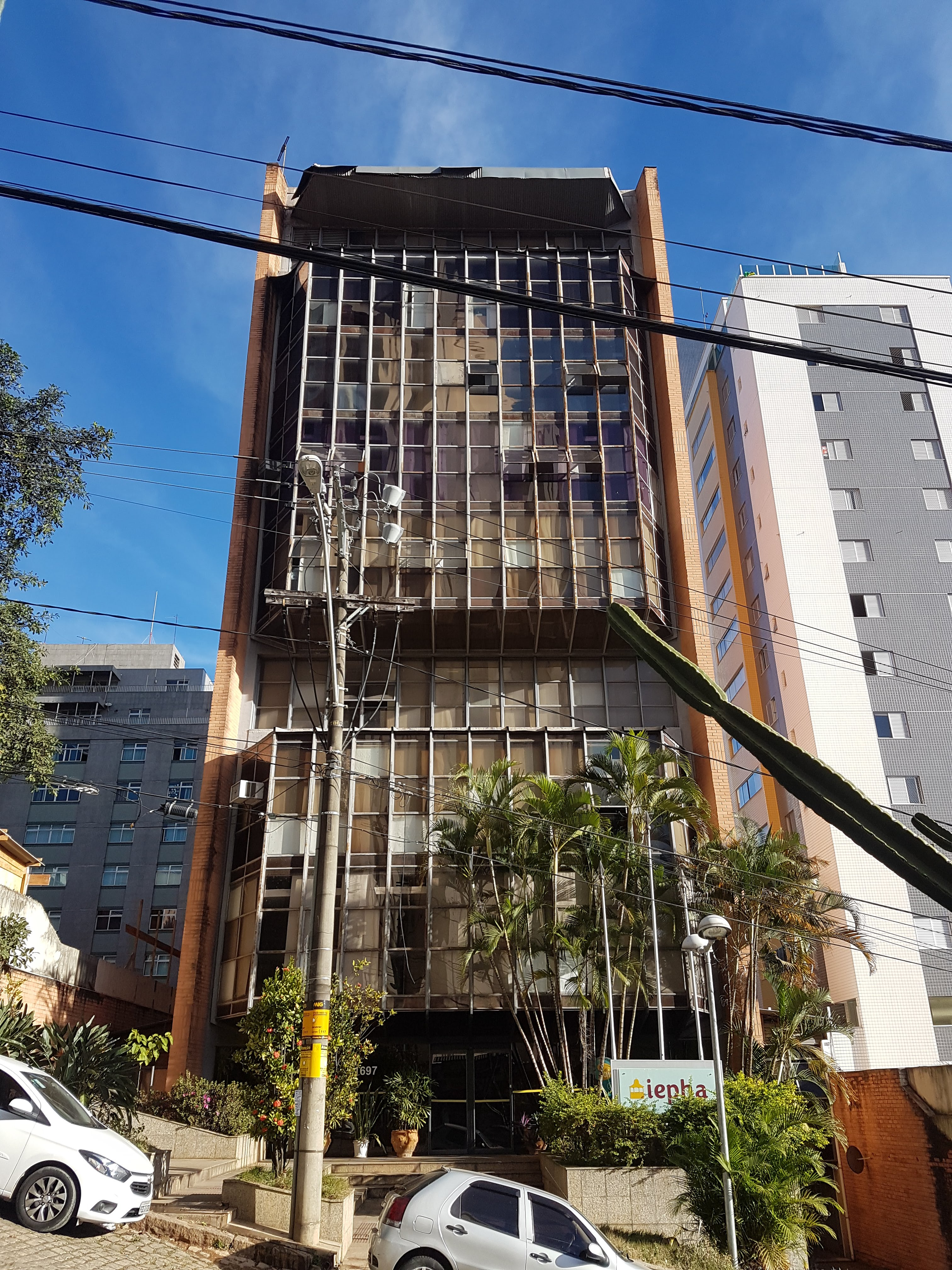
Edifício do IEPHA em Belo Horizonte

O Instituto Estadual do Patrimônio Histórico e Artístico de Minas Gerais (IEPHA/MG) é uma fundação sem fins lucrativos vinculada à Secretaria de Estado de Cultura de Minas Gerais.
Foi criado pelo governo do estado em 30 de setembro de 1971, com a finalidade de pesquisar, proteger e promover os patrimônios cultural, histórico, natural e científico, no estado de Minas Gerais.
O IEPHA/MG deve observar em cumprimento da Lei Delegada nº 149, de 2007, no âmbito de suas competências, as deliberações do Conselho Estadual do Patrimônio Cultural – Conep –, e também instruir os processos de competência deste conselho.
O Instituto, além de proteger e promover, busca uma maior articulação com os espaços urbanos e os grupos artísticos mineiros e o público, havendo uma conciliação forte do político cultural e do público no estado de Minas gerais. 

## Curiosidades

### Natal 2016
No Natal do ano de 2016, o Instituto Estadual do Patrimônio Histórico e Artístico de Minas Gerais proporcionou um circuito para visitar os do estado, chamado como "Circuito de Presépios e Lapinhas de Minas Gerais". Foram visitados cerca de 250 presépios, residenciais e comunitários,, montados em 150 cidades diferentes dentro do território mineiro. 
Dentre os presépios cadastrados no guia online para a realização do circuito, nove estão na cidade de Várzea da Palma, no norte de Minas Gerais, tendo destaque por ter o maior espaço para visitação. Logo em seguida tem-se a cidade de Carmo do Cajuru, com oito presépios; Jaboticatubas e Medina, com sete; Oliveira, com seis e Barão de Cocais, Piranguçu e Jequitinhonha possuem cinco presépios.
Essa ação do IEPHA/MG fortaleceu as políticas do Governo de Minas Gerais de difusão e promoção do patrimônio protegido pelo Instituto. 